# Hermann Borgs-Maciejewski
Hermann Borgs-Maciejewski (* 27. Oktober 1938; † 30. Juli 2008) war ein deutscher Jurist. Er war von 1990 bis 2003 Richter am Bundesverwaltungsgericht.

## Leben
Borgs-Maciejewski studierte Rechtswissenschaften an der Albert-Ludwigs-Universität Freiburg und der Rheinischen Friedrich-Wilhelms-Universität Bonn. 1967 wurde er in Bonn mit der Arbeit über die Durchsetzung vermögensrechtlicher Ansprüche des Dienstherrn gegen Beamte zum Dr. iur. promoviert. Er war zunächst als wissenschaftlicher Mitarbeiter in der Petitionsstelle des Deutschen Bundestages, von 1970 bis 1980 Sekretär des Innenausschusses des Deutschen Bundestages und der G-10-Kommission und von 1978 bis 1980 auch Sekretär der Parlamentarischen Kontrollkommission. Von 1980 bis 1990 war er Direktor und Abteilungsleiter beim Bundesamt für Verfassungsschutz (BfV).
1990 wurde er zum Richter am Bundesverwaltungsgericht (BVerwG) berufen. Am 3. Revisionssenat war er für das Landwirtschafts- und Lebensmittelrecht, das Vermögenszuordnungsrecht und das Recht zur Bereinigung von SED-Unrecht zuständig. 2003 ging er in den Ruhestand. Er war verheiratet und hatte zwei Kinder.
Hermann Borgs-Maciejewski engagierte sich als Vorsitzender der gemeinnützigen Jakob-Christian-Adam-Stiftung in Meckenheim.
Er war seit 1959 Mitglied der katholischen Studentenverbindung KDStV Hercynia Freiburg im Breisgau im CV.